# Vårt behov av tröst
Vårt behov av tröst är en samling prosa och dikter av Stig Dagerman. Den sammanställdes postumt av Olof Lagercrantz och gavs ut 1955. Boken innehåller texter som tidigare inte var publicerade i bokform, bland andra Att döda ett barn och Birgitta svit.